# Gasterogramma psi
Gasterogramma psi är en mångfotingart som beskrevs av Jeekel 1982. Gasterogramma psi ingår i släktet Gasterogramma och familjen Dalodesmidae. Inga underarter finns listade i Catalogue of Life.